# Урбане
Урбане (пол. Urbanie, нім. Urbansdorf) — село в Польщі, у гміні Оборники Оборницького повіту Великопольського воєводства.
Населення — 308 осіб (2011).
У 1975-1998 роках село належало до Познанського воєводства.

## Демографія
Демографічна структура станом на 31 березня 2011 року:
|          | Загалом | Допрацездатний вік | Працездатний вік | Постпрацездатний вік |
| -------- | ------- | ------------------ | ---------------- | -------------------- |
| Чоловіки | 165     | 53                 | 103              | 9                    |
| Жінки    | 143     | 33                 | 91               | 19                   |
| Разом    | 308     | 86                 | 194              | 28                   |